# Aeroportul Național Nea Anchialos
Aeroportul Național Nea Anchialos (IATA: VOL, ICAO: LGBL) este un aeroport din Almyros Municipality⁠(d), Magnesia Regional Unit⁠(d), Tesalia⁠(d), Grecia ce deservește zona Volos. Aeroportul a fost tranzitat în 2022 de 45.244 de pasageri. A fost deschis în 1991.
Situat la o altitudine de 25 m, aeroportul dispune de 1 pistă. Este operat de Olympic Air⁠(d).

## Infrastructură

### Piste
Aeroportul dispune de o singură pistă. Pista 08/26 are suprafața de asfalt și dimensiunile 2.759 m × 45 m. 